# ДЮШ на ПФК Септември (София)
Детско-юношеската школа на ПФК „Септември“ (София) е организация в структурата на ПФК „Септември“ (София), която се занимава с подбора и развитието на млади таланти за попълване на мъжкия отбор на „Септември“.
Към 2015 година школата разполага със 17 отбора в 8 възрасти (включващи и сателитните „Ботев 57“ и „Олимпиец“), като обхваща над 500 деца. Това я прави една от най-големите академии за таланти в България. След закупуването на „Септември“ от „ДИТ Груп“ през 2015 година, към клуба се присъединява и отбора на „ДИТ Спорт“ (с 400 деца), като двете школи са обединени под едно ръководство и наброяват общо 900 деца. За тренировки и официални мачове детско-юношеската школа използва базата на „Септември“ до „57 СУ“, която след основен ремонт през 2016 г. предлага 4 терена с изкуствена трева (2 с официални размери), осветление и трибуни за около 500 зрители. Също така се използва и базата на „ДИТ Спорт“ в кв. Драгалевци, разполагаща с 1 тревен терен и 2 с изкуствена трева.

## История
Школата на „Септември“ наследява традициите на отборите, създали клуба през 1944 година. Особено популярни със своите младежки и юношески отбори преди 1944 г. са били Спортклуб (София), Ботев (София), Победа (Красна поляна), Устрем (Захарна фабрика). Прекият предшественик на „Септември“ – „Спортклуб“ е един от първите клубове в София, който още през 20-те години създава спортна детска градина за малките от Трети район на столицата.
След 1945 г. „Септември“ продължава тези традиции и използва за мъжките си отбори основно играчи от своя район. След реформирането на клуба като ДСО „Септември“ през 1952 г. са формирани и юношески отбори към него. През 1958 г. към „Септември“ се влива отново „Ботев“ (София) възстановен за кратко през 1957 г. От 1958 г. до 1969 г. ДЮШ на „Септември“ печели 11 титли от юношеските първенства в различните възрасти.
След възстановяването на „Септември“ след 1988 г. отново школата е основен източник на играчи за първия отбор. През 90-те години юношеските отбори печелят няколко титли в отделните възрасти.
През 2016 г. ДЮШ на „Септември“ получава национално признание, след като е включена от Министерството на младежта и спорта сред 12 най-добри български футболни школи, за които са отделени 1 млн. лева държавна помощ по Програма за развитие на детско-юношеския футбол, реализирана с проект на Българския футболен съюз.

## Отбори
От сезон 2015/16 „Септември“ се състезава отново в Елитните юношески групи до 19 и до 17 г. Клубът играе освен това под още 2 названия в първенствата като Ботев 57 (София) и Олимпиец. Отборите участват в първенствата на всички възрасти – от деца до 10 г. (футбол 7) до юноши старша възраст. Под името „Септември“ се състезават 11 отбора, като „Ботев 57“ – 5, като „Олимпиец“ – 1. Наред с тях могат да се добавят и отборите на „ДИТ Спорт“, които са част от същата структура след 2015 г.
„Ботев 57“ е създаден през 2000 година от дългогодишния деятел и треньор Йордан Йорданов–Въргата като сателитен отбор на ПФК Септември (София) и е част от детско-юношеската школа, заедно с другия подобен отбор – „Олимпиец“. Наименованието му е препратка към влелия се в Септември през 1945 г. коньовишки клуб Ботев (София). Ботев 57 е съставен от играчи от 57-о спортно училище в София. Клубът се състезава в повечето юношески първенства, включително градските и зонални дивизии при юношите до 17 и до 19 г. През сезон 2015/16 под името „Ботев“ играят 5 отбора – 1 в Столичната група до 19 г., 1 в Столичната група до 17 г., както и по 1 отбор в групите до 15, 14 и 11 г. Тренировките и официалните мачове се провеждат на базата на Септември до „57 СУ“ в ж.к. Разсадника. За разлика от Септември отборът използва екипи в сини фланели и гащета, с червени чорапи.

## Бази
Детско-юношеската школа на „Септември“ използва базата на клуба в столичния квартал Разсадника, реновирана през 2016 година. На нея се провежда тренировъчния процес в различните възрастови групи и се играят мачовете от първенствата. Тя се ползва и юношеските тимове на „ДИТ Спорт“. Школата ползва също така и базата на ДИТ Спорт в Драгалевци, която разполага със затревен терен, необходим по правилата на БФС за мачовете от пролетния полусезон в Елитната група до 19 г.
От юли 2016 г. представителният тим и школата на „Септември“ ползват и новата клубна тренировъчна база на реновирания ст. Герман, предоставяща 2 затревени терена, подходяща и за провеждането на контролни срещи.

## Известни футболисти от школата
През годините от школата на „Септември“ излизат редица популярни футболисти, които след това развиват професионална кариера в България и чужбина. Те намират място и в националния отбор на България по футбол. Една малка част от най-популярните имена включват:
| - Манол Манолов - Нако Чакмаков - Аспарух Никодимов - Димитър Якимов - Борис Станков - Кирил Ивков | - Павел Панов - Емил Костадинов - Любослав Пенев - Троян Радулов - Илия Илиев - Юри Николов | - Ивелин Попов - Симеон Славчев - Стефан Велев - Александър Александров - Лъчезар Балтанов - Михаил Венков |